# Sindaci di Sarajevo
Questa è la lista delle persone che hanno servito come sindaco o presidente del consiglio comunale della città di Sarajevo, oggi capitale della Bosnia ed Erzegovina. Sarajevo ha avuto 38 sindaci a partire dalla creazione della carica il 22 agosto 1878, a seguito dell'occupazione asburgica.

## Storia
Il primo sindaco di Sarajevo, Mustafa Fadilpašić, è stato anche il sindaco con il più lungo mandato (14 anni). L'unico sindaco a servire più di una volta è stato Edhem Bičakčić, sindaco una prima volta nel 1928–29, e quindi di nuovo nel 1935–39. Il primo sindaco non-bosgnacco è stato il serbo-ortodosso Aristotel Petrović (1918–1920). Tra i sindaci di Sarajevo si contano anche un croato-cattolico (Ljudevit Novat 1920-1922) e un ebreo (Emerik Blum 1981-1983). Semiha Borovac nel 2005-2009 è stata la prima sindaca donna per il partito conservatore bosgnacco SDA.
Fehim Čurčić, il quinto sindaco della città, ha servito durante la prima guerra mondiale. Atih Hadžikadić venne eletto nel 1941, ma fu impiccato già nell'agosto 1941 durante l'occupazione italiana e tedesca della Jugoslavia.
Muhamed Kreševljaković e Tarik Kupusović, del partito SDA, hanno servito come sindaci durante l'assedio di Sarajevo del 1992-1996

## Sindaci di Sarajevo
| #   | Ritratto           | Nome (Nascita-Morte)               | Mandato          | Mandato          | Partito                            |
| --- | ------------------ | ---------------------------------- | ---------------- | ---------------- | ---------------------------------- |
| 1   |                    | Mustafa Fadilpašić (1830–1892)     | 22 agosto 1878   | 1 aprile 1892    |                                    |
| 2   |                    | Mehmed Kapetanović (1839–1902)     | 1893             | 1899             |                                    |
| 3   |                    | Nezir Škaljić (1844–1905)          | 1899             | 1905             |                                    |
| 4   |                    | Esad Kulović (1859–1917)           | 1905             | 14 novembre 1910 | Partito Progressista Musulmano     |
| 5   |                    | Fehim Čurčić (1886–1916)           | 14 novembre 1910 | 1915             |                                    |
| 6   |                    | Aristotel Petrović                 | 2 dicembre 1918  | novembre 1920    |                                    |
| 7   |                    | Ljudevit Novat (1871–?)            | 1920             | 1922             |                                    |
| 8   |                    | Ibrahim Hadžiomerović (1886–?)     | 1922             | 1927             |                                    |
| 9   |                    | Edhem Bičakčić (1884–1941)         | ottobre 1928     | 1929             | Organizzazione Musulmana Jugoslava |
| 10  |                    | Asim-beg Mutevelić (1883–1956)     | 1929             | 1935             |                                    |
| 11  |                    | Ibrahim Šarić (1882–1939)          | 1935             | 1935             |                                    |
| (9) |                    | Edhem Bičakčić (1884–1941)         | 1935             | c. marzo 1939    | Organizzazione Musulmana Jugoslava |
| 12  |                    | Muhamed Zlatar (1890–1943)         | c. marzo 1939    | 1941             |                                    |
| 13  |                    | Atih Hadžikadić (1884–1941)        | 1941             | 1941             |                                    |
| 14  |                    | Hasan Demirović (1897–1976)        | 1941             | 1942             |                                    |
| 15  |                    | Mustafa Softić (1898–1990)         | 1942             | 1945             |                                    |
| 16  |                    | Husein Brkić (1889–1961)           | 1945             | 1947             | KP BiH                             |
| 17  |                    | Ferid Čengić (1910–1986)           | 1947             | 1948             | KP BiH                             |
| 18  |                    | Dane Olbina (1919–2011)            | 1948             | 1955             | KP BiH SK BiH                      |
| 19  |                    | Ljubo Kojo (1920–1993)             | 1955             | 1962             | SK BiH                             |
| 20  |                    | Lazo Materić (1920–1999)           | 1962             | 1963             | SK BiH                             |
| 21  |                    | Vaso Radić (1923–2011)             | 1963             | 1965             | SK BiH                             |
| 22  |                    | Salko Lagumdžija (1921–1973)       | 1965             | 1967             | SK BiH                             |
| 23  |                    | Džemal Muminagić (1920–2003)       | 1967             | 1973             | SK BiH                             |
| 24  |                    | Dane Maljković (1927–2016)         | 1973             | 1975             | SK BiH                             |
| 25  |                    | Anto Sučić (1929–1985)             | 1975             | 1981             | SK BiH                             |
| 26  |                    | Emerik Blum (1911–1984)            | 1981             | 1983             | SK BiH                             |
| 27  |                    | Uglješa Uzelac (1938–1997)         | 1983             | 1985             | SK BiH                             |
| 28  |                    | Kemal Hanjalić (b. 1939)           | 1985             | 1987             | SK BiH                             |
| 29  |                    | Salko Selimović (1935–2017)        | 1987             | 1989             | SK BiH                             |
| 30  |                    | Juraj Martinović (1936–2021)       | 1989             | 1990             | SK BiH                             |
| 31  |                    | Muhamed Kreševljaković (1939–2001) | dicembre 1990    | aprile 1994      | SDA                                |
| 32  |                    | Tarik Kupusović (b. 1952)          | 1994             | 1996             | SDA                                |
| 33  |                    | Rasim Gačanović (b. 1950)          | 1998             | 2000             | SDA                                |
| 34  |                    | Muhidin Hamamdžić (b. 1936)        | 2000             | 29 marzo 2005    | SDP BiH                            |
| 35  |                    | Semiha Borovac (b. 1955)           | 29 marzo 2005    | 29 gennaio 2009  | SDA                                |
| 36  |                    | Alija Behmen (1940–2018)           | 29 gennaio 2009  | 27 marzo 2013    | SDP BiH                            |
| 37  |                    | Ivo Komšić (b. 1948)               | 27 marzo 2013    | 6 febbraio 2017  | SDU BiH (fino al 2013)             |
|     | SDP BiH (dal 2014) | Ivo Komšić (b. 1948)               | 27 marzo 2013    | 6 febbraio 2017  |                                    |
| 38  |                    | Abdulah Skaka (b. 1983)            | 6 febbraio 2017  | 8 aprile 2021    | SDA                                |
| 39  |                    | Benjamina Karić (b. 1991)          | 8 aprile 2021    | 18 novembre 2024 | SDP BiH                            |
| 40  |                    | Predrag Puharić (b. 1977)          | 29 novembre 2024 | 16 luglio 2025   | SDP BiH                            |
| 41  |                    | Samir Avdić (b. 1967)              | 16 luglio 2025   | in carica        | NiP                                |